# Division Two 1998
Die Division Two 1998 war die dritte Saison der dritten englischen Rugby-League-Liga. Den ersten Tabellenplatz nach Ende der regulären Saison belegten die Lancashire Lynx. 1997 reduzierte sich die Anzahl der Mannschaften von 11 auf 8, da in der letzten Saison drei Mannschaften aufgestiegen, aber nur eine in die dritte Liga abstiegen war. Außerdem nahm Carlisle nicht mehr teil. 1998 gab es keinen Auf- und Abstieg zwischen der zweiten und dritten Liga, da diese in der nächsten Saison zu einer einzigen Liga, der Premiership, vereinigt wurden.

## Tabelle
|     | Team                 | Spiele | Siege | Unent. | Ndlg. | Spiel- punkte | Diff. | Tabellen- punkte |
| --- | -------------------- | ------ | ----- | ------ | ----- | ------------- | ----- | ---------------- |
| 01. | Lancashire Lynx      | 20     | 13    | 2      | 5     | 561:339       | + 222 | 28               |
| 02. | York Wasps           | 20     | 14    | 0      | 6     | 476:280       | + 196 | 28               |
| 03. | Batley Bulldogs      | 20     | 13    | 0      | 7     | 437:354       | + 83  | 26               |
| 04. | Bramley              | 20     | 12    | 1      | 7     | 487:386       | + 101 | 25               |
| 05. | Oldham Roughyeds     | 20     | 10    | 1      | 9     | 399:383       | + 16  | 21               |
| 06. | Barrow Border Braves | 20     | 8     | 2      | 10    | 354:377       | - 23  | 18               |
| 07. | Workington Town      | 20     | 3     | 2      | 15    | 293:558       | - 265 | 8                |
| 08. | Doncaster Dragons    | 20     | 2     | 2      | 16    | 289:619       | − 330 | 6                |